# Igor Oca
Igor Oca Pulido (Basauri, Vizcaya, 7 de mayo de 1981) es un entrenador español que actualmente dirige al Club Deportivo Leganés "B" de la Tercera Federación. 
Además es licenciado en historia y especializado en Arqueología.

## Trayectoria
Jugó al fútbol en las juveniles del Indartsu Club, además de estudiar historia en la Universidad del País Vasco. Con 20 años, se trasladó a Italia para seguir estudiando historia y luego especializarse en Arqueología. Se mantuvo jugando en clubes amateurs de Italia, mas regresó a España, manteniéndose en equipos amateurs, hasta que tomó la decisión de sacar la licencia de entrenador.
Comenzó su carrera como preparador físico en los equipos juveniles del Villarreal, Real Sociedad y Athletic de Bilbao. En  2011 fue entrenador de la categoría Juvenil D del Levante, y el 5 de junio de 2014 fue nombrado responsable de la plantilla del Juvenil A.
El 8 de julio de 2016 fue nombrado entrenador del equipo Juvenil del Atlético de Madrid en la División de Honor. Antes de la temporada 2017-18, inicialmente se hizo cargo de la categoría Juvenil A en el Deportivo Alavés, antes ser reemplazo de Aitor Orueta en el equipo de reserva el 3 de octubre de 2017.
Oca fue destituido por las Miniglorias el 4 de marzo de 2019, siendo sustituido por Iñaki Alonso.
El 30 de mayo de 2019 se mudó al extranjero para convertirse en entrenador de la categoría sub-20 del Atlético San Luis de México. En enero de 2020, se convertiría en segundo entrenador de Guillermo Vázquez en el primer equipo del Atlético San Luis, donde trabajó hasta junio de 2020.
Oca regresó a su país de origen el 8 de diciembre de 2020, tras ser nombrado responsable del Sestao River Club en la Tercera División de España. El 15 de junio del año siguiente después de conseguir el ascenso a Segunda Federación RFEF abandonó el club.
El 25 de agosto de 2021 se mudó a Ecuador y se incorporó al staff de Ismael Rescalvo en Emelec como su asistente, en el que trabajó hasta final de año.
En enero de 2022, se incorpora como jefe de metodología y director de fútbol base en  Independiente del Valle de la Serie A de Ecuador.
En marzo de 2022, se hace cargo del banquillo de Independiente Juniors de la Serie B de Ecuador de manera interina hasta junio de 2022. 
El 28 de noviembre de 2022, fue nombrado entrenador de la Universidad Católica de la Serie A de Ecuador, al que dirige hasta el 6 de diciembre de 2023.
El 22 de abril de 2024, fue nombrado entrenador del Club Deportivo Cuenca de la Serie A de Ecuador.Tan sólo 87 días después, renuncia al cargo tras desavenencias con la directiva del club ecuatoriano.El 25 de julio de 2024, es anunciado como el nuevo estratega de Huachipato de la Primera División chilena.Al mando del cuadro acerero, sufrió una dura goleada por 6-1 ante Racing Club en partido válido por la Copa Sudamericana 2024,lo que trajo aparejadas duras críticas de la hinchada acerera. El 14 de noviembre de 2024, luego del fin de la temporada, es anunciado el fin de su contrato.
El 6 de marzo de 2025, firma por el Sestao River Club de la Primera Federación. 

## Estadísticas como entrenador
| Club                  | País    | Año       | PJ | PG | PE | PP | Efectividad |
| --------------------- | ------- | --------- | -- | -- | -- | -- | ----------- |
| Deportivo Alavés B    | España  | 2017-2019 | 4  | 1  | 0  | 3  | 25%         |
| Sestao River          | España  | 2020-2021 | 3  | 2  | 0  | 1  | 66.67%      |
| Independiente Juniors | Ecuador | 2022      | 17 | 7  | 5  | 5  | 50.98%      |
| Universidad Católica  | Ecuador | 2023      | 32 | 12 | 11 | 9  | 48.96%      |
| Deportivo Cuenca      | Ecuador | 2024      | 6  | 3  | 2  | 1  | 61.11%      |
| Huachipato            | Chile   | 2024      | 22 | 8  | 3  | 11 | 40.91%      |
| Total                 | Total   | Total     | 84 | 33 | 21 | 30 | 47.62%      |